# Gentiana takushii
Gentiana takushii är en gentianaväxtart som beskrevs av T. Yamazaki. Gentiana takushii ingår i släktet gentianor, och familjen gentianaväxter. Inga underarter finns listade i Catalogue of Life.